# Macrosiphoniella hokkaidensis
Macrosiphoniella hokkaidensis är en insektsart. Macrosiphoniella hokkaidensis ingår i släktet Macrosiphoniella och familjen långrörsbladlöss. Inga underarter finns listade i Catalogue of Life.